# کاروخلر
کاروخلر (به لاتین: Karukhler) یک منطقه مسکونی در جمهوری آذربایجان است که در شهرستان شکی واقع شده است.